# Parque Estadual de Vila Rica do Espírito Santo
O Parque Estadual de Vila Rica do Espírito Santo (PEVRES) é uma unidade de conservação de uso indireto localizado no município paranaense de Fênix, Brasil. Sua principal atração, são as ruínas de Villa Rica del Espiritu Santo, tombado pelo Patrimônio Histórico Estadual em 1948.

## Histórico

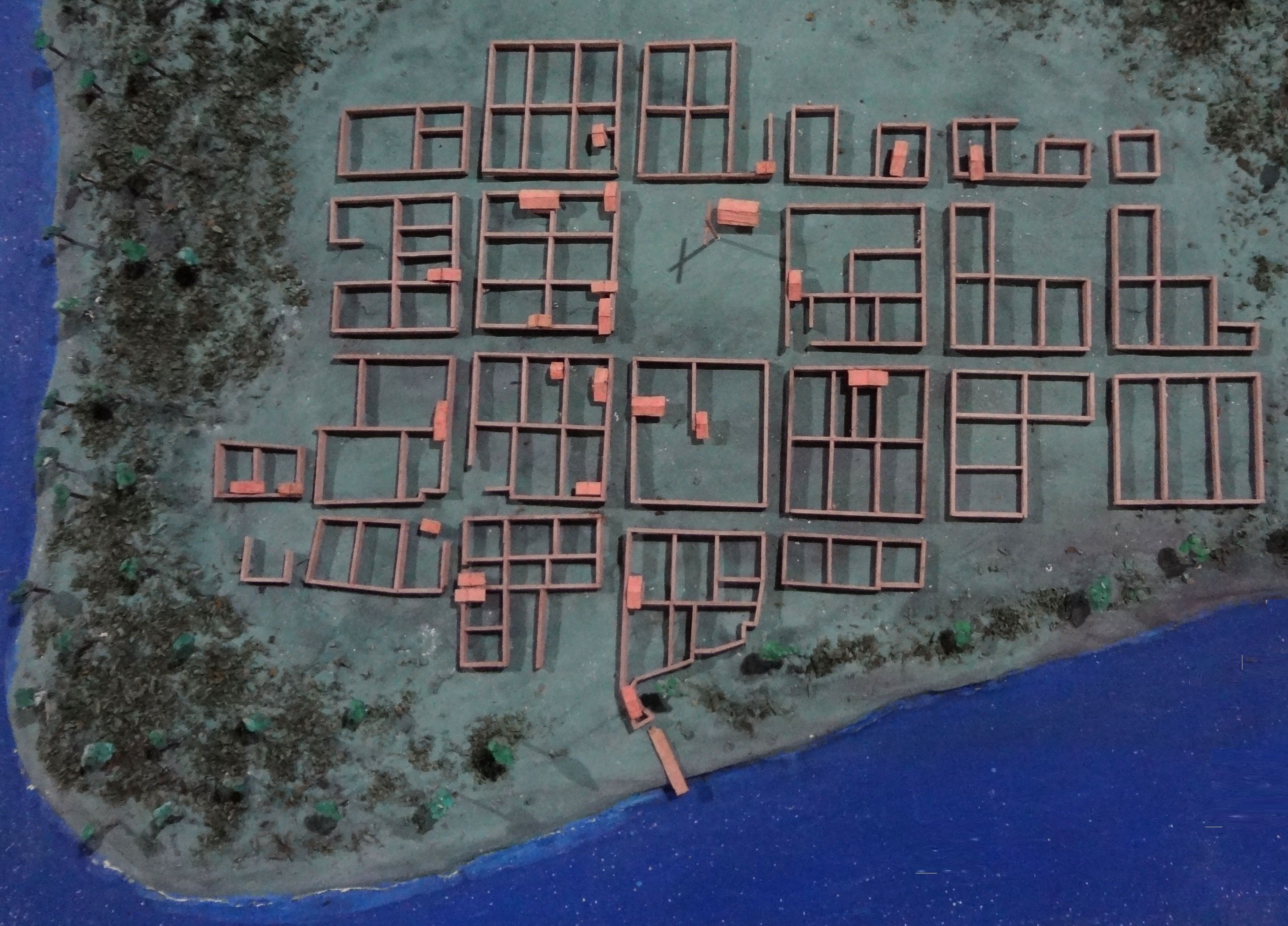
Maquete da Villa Rica del Spírictu Santo, no Parque Estadual Vila Rica do Espírito Santo, em Fênix, no Paraná.

Villa Rica del Espiritu Santo foi fundada na década de 1570 pelo capitão espanhol Melgarejo, com uma igreja e uma fortaleza e com o passar dos anos, a vila prosperou. Em 1632, a vila foi destruída pelos Bandeirantes, depois de ficar sitiada por três meses. Após mais de 100 anos, Luís António de Sousa Botelho Mourão ordenou uma expedição para a região com as ordens de realizarem a fixação de colonos no local, na década de 1770, mas esta fixação só ocorreu em meados do século XX, porém, as ruínas só foram registradas em mapas, por volta de 1865, pelos engenheiros Joseph e Franz Keller-Leuzinger e exploradas por uma expedição chefiada pelo militar José Cândido da Silva Muricy nos últimos anos do século XIX. 
Em 1932 uma grande área foi repassada ao engenheiro Joaquim Vicente de Castro como pagamento pela construção de estradas de ferro no interior do Paraná, onde foram incluídas as ruínas de Villa Rica e em 1948, o governador Moisés Lupion promulgou a lei n. 33, que proporcionava proteção a áreas consideradas como remanescentes de “reduções jesuíticas”. Entre estas áreas, foram incluídas a antiga Villa Rica del Espiritu Santo.
Após a lei estadual de 17 de janeiro de 1948, caracterizando a área como reserva do patrimônio histórico; em 17 de junho de 1965 foi assinado o Decreto nº 17.790 criando a Reserva Florestal Estadual de Vila Rica do Espírito Santo. Em 16 de fevereiro de 1983, o local transformou-se no Parque Estadual Vila Rica do Espírito Santo, quando foi assinado o Decreto Estadual n° 6.125.

## Flora e fauna
O Parque inserido no Bioma de Mata Atlântica, preserva um dos últimos remanescentes da floresta tropical, abrigando diversas espécies de fauna e flora, numa floresta que foi quase extinta na região tornando-se rara, principalmente pelas atividades agropecuárias, onde florestas inteiras foram derrubadas para abrigar pastagens, plantações e para beneficiar o setor madeireiro.

## Instituições de pesquisas no local

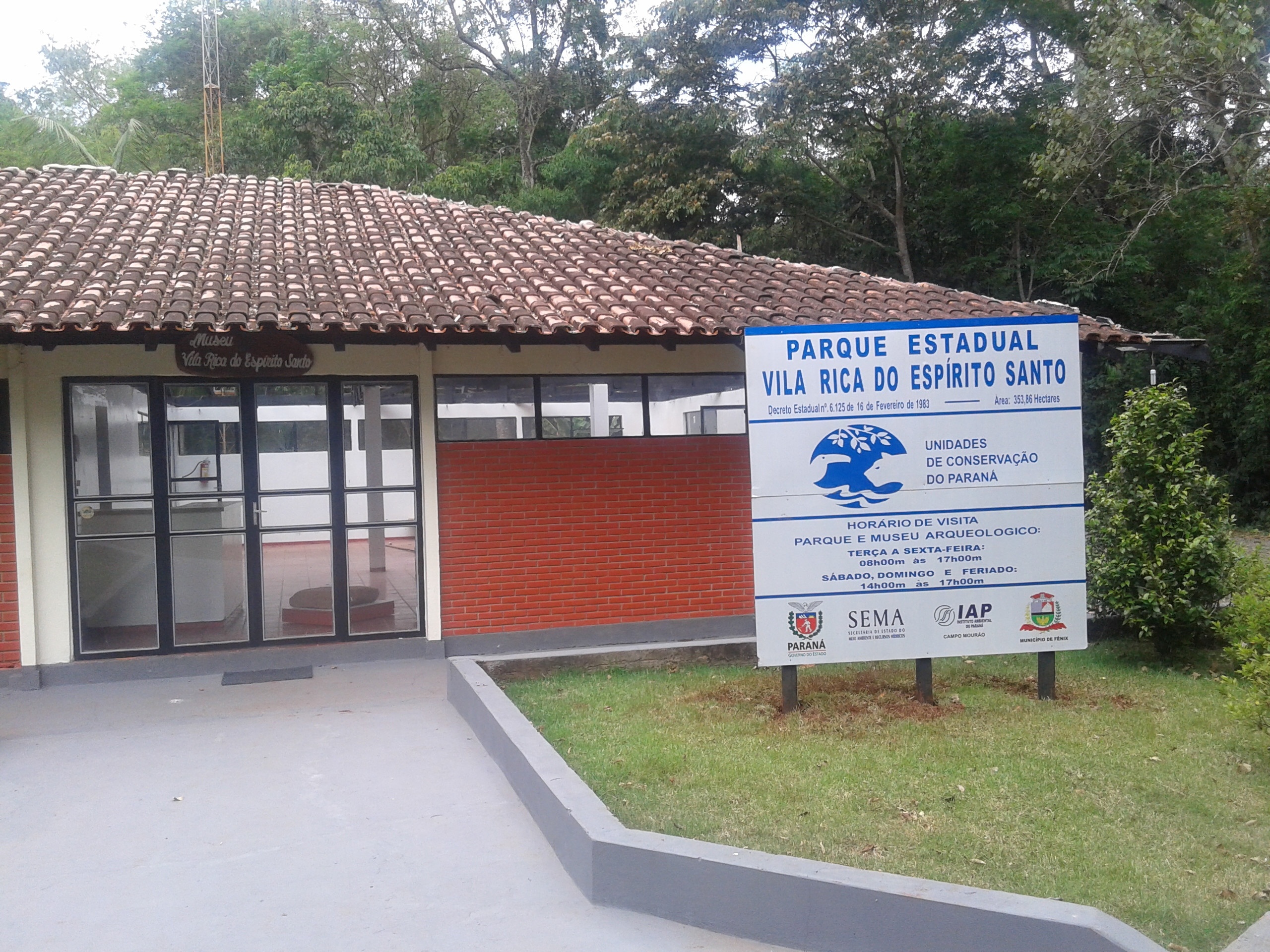
Museu do Parque Estadual de Vila Rica do Espírito Santo.

O Museu Paranaense, desde 1954, desenvolve inúmeras pesquisas arqueológicas e levantamentos históricos, procurando a identificação de novos sítios e o monitoramento dos já cadastrados. Destas atividades, cerâmicas e artefatos dos índios Guaranis, encontrados no local, são exibidas no museu que funciona dentro do parque (inaugurado em 15 de novembro de 1990), além de diversos fragmentos e objetos indígenas, como uma urna funerária contendo um esqueleto e outros objetos da redução.
O Museu de História Natural de Curitiba desenvolvimento pesquisas e levantamentos faunísticos da área.
A Universidade Federal do Paraná estuda a composição química dos frutos do Parque, associados a alimentação dos morcegos da região, com o objetivo de identificar e isolar compostos que atuem como atrativos e possam ser utilizados em projetos de recomposição de áreas degradadas.
A Mater Natura e a Embrapa Florestas, também desenvolvem projetos e atividades dentro do parque, enquanto a Prefeitura Municipal de Fênix fornece os funcionários e a manutenção do local, e a APAE da apoio na divulgação.